# Alfred von Waldenburg
Friedrich August Eduard Alfred von Waldenburg (* 17. Dezember 1847 in Berlin; † 19. April 1915 in Lugano, Kanton Tessin) war ein preußischer Gutsbesitzer, Offizier, Attaché und Landschaftsmaler.

## Leben
Alfred von Waldenburg war der älteste Sohn des königlich preußischen Rittmeisters Friedrich August Eduard von Waldenburg (1807–1882), eines illegitimen Sprosses des Prinzen August von Preußen aus dessen Beziehung mit Karoline Wichmann, die 1810 mit dem Namen „von Waldenburg“ in den preußischen Adelsstand erhoben worden war. Seine Mutter war Orlinda von Klitzing (1817–1902), eine Tochter von Ernst Heinrich Christoph Hans von Klitzing (1780–1840).
Nachdem Alfred von Waldenburg die Ritterakademie Liegnitz besucht, dort Zeichenunterricht bei Theodor Blätterbauer erhalten und ab 1866 eine preußische Offizierslaufbahn beschritten hatte, wurde er 1872 im Range eines Leutnants Attaché der preußischen Gesandtschaft in München. Als solcher wandte er sich künstlerischen Studien zu. Anderthalb Jahre war er dort Privatschüler des Pferde- und Schlachtenmalers Franz Adam und des Landschaftsmalers Adolf Heinrich Lier, drei Jahre anschließend Schüler des Landschaftsmalers Hans Fredrik Gude in Karlsruhe. Nach Studienreisen in Oberbayern, Tirol, Italien, der Schweiz und Südfrankreich (Nizza) ließ er sich nach 1876 in Düsseldorf nieder, später in Karlsruhe.
1873 heiratete er Johanna Bertram (1847–1888), die zehn Kinder gebar, unter ihnen den ältesten Sohn und Erben des Gutsbesitzes in Würben, Friedrich von Waldenburg (1872–1925), auch Vater des späteren Generalmajors Siegfried von Waldenburg. 1889 ehelichte Alfred von Waldenburg Helene Eberhard (1865–1893), die ihm drei Kinder schenkte, und 1894 schließlich Elise von Krohn (1864–1942), die zwei Kinder bekam.